# Erminger Turritellenplatte
Koordinaten: 48° 23′ 21″ N, 9° 53′ 34″ O

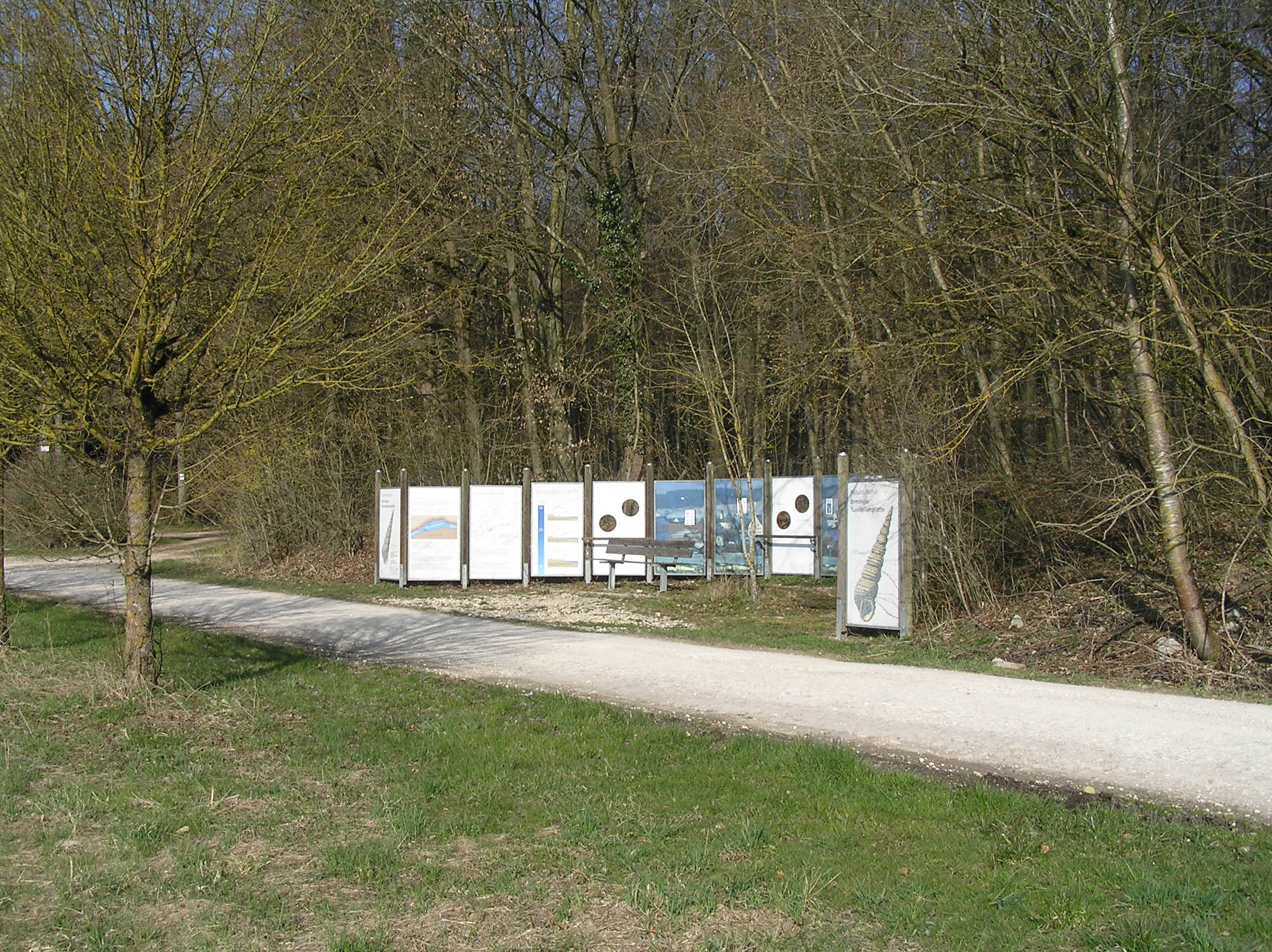
Schautafeln zur Turritellenplatte, der ersten Station des Naturlehrpfades Ermingen

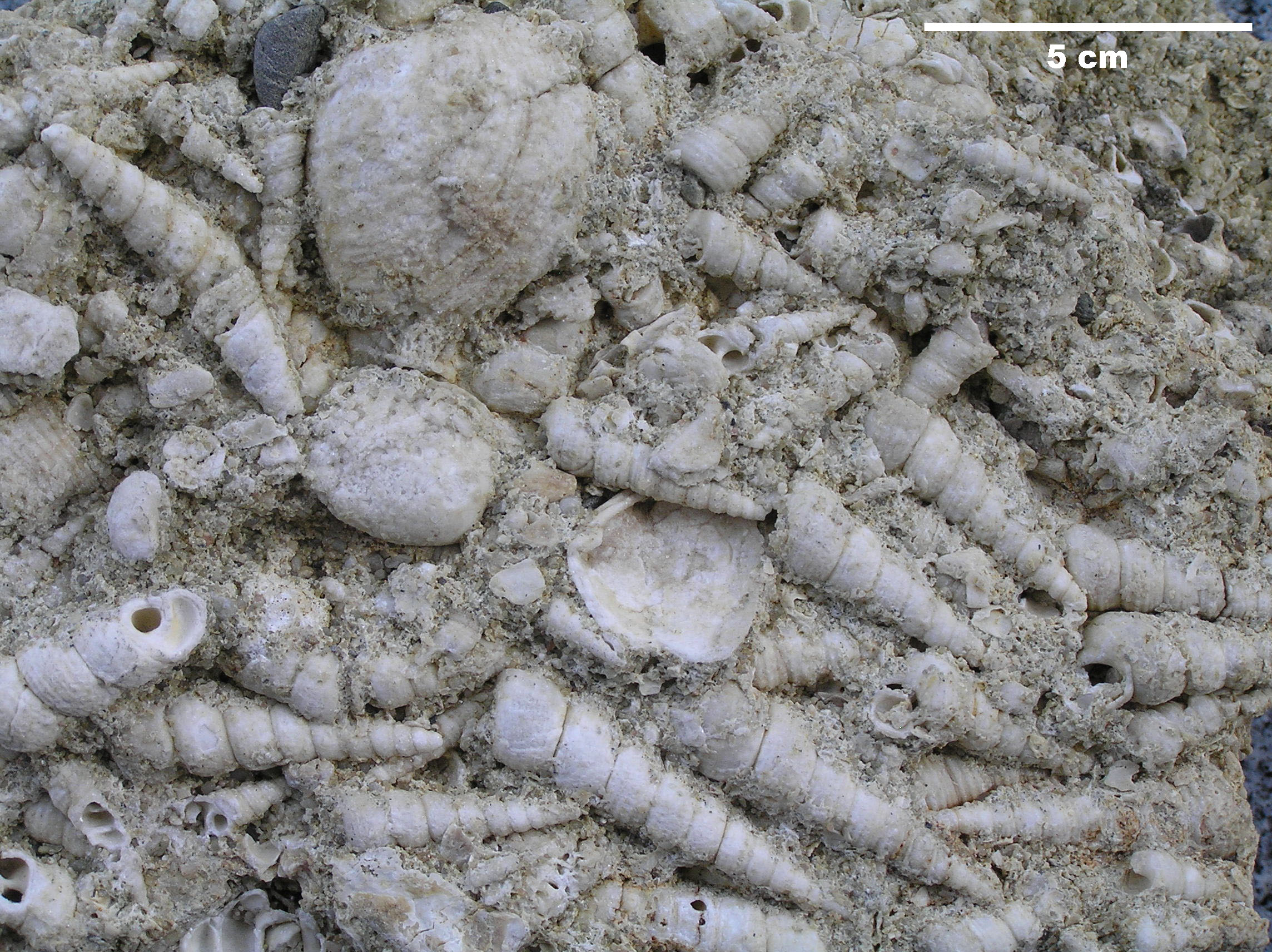
Detailaufnahme des Turritellenkalks der Erminger Turritellenplatte

Die Erminger Turritellenplatte ist eine Massenanhäufung von fossilen Gehäusen der Turmschnecke Turritella turris aus der Zeit des unteren Miozäns beim Ulmer Stadtteil Ermingen (Hochsträß) am Nordrand des süddeutschen Molassebeckens. Die Länge der Turritellenplatte beträgt nur wenige hundert Meter, ihre größte Mächtigkeit 6 m.
Die Erminger Turritellenplatte in ihrer Gesamtheit einschließlich der Hauptfundstelle Stockert ist seit 1980 ein geschütztes flächenhaftes geologisches Bodendenkmal (Geotop) des Regierungsbezirks Tübingen. Nähere Informationen darüber bietet die erste Station des Erminger Naturlehrpfades auf Informationstafeln. Das Gestein wurde aufgrund seiner Härte und Witterungsbeständigkeit früher von den Einwohnern von Ermingen als Baumaterial verwendet, wovon im Erminger Wald zahllose Gruben zeugen, in denen das Gestein abgebaut wurde. Ein großer Teil des Areals ist seit einigen Jahren durch einen Zaun vor Raubgrabungen geschützt.
Die Erminger Turritellenplatte ist ein Erosionsrest der Oberen Meeresmolasse. Ihre Sedimente lagerten sich vor rund 18,5 Millionen Jahren, im frühen Ottnangium, unter flachmarinen Bedingungen nahe der Küste ab. Die dort nachgewiesenen bathyalen Haie Notorhynchus primigenius und Mitsukurina lineata deuten sowohl auf gute Verbindungen zu Tiefwasserregionen hin als auch auf ein gutes Nahrungsangebot im Ablagerungsbereich der späteren Turritellenplatte. Rosenquarz und Kieselschiefer als detritische Bestandteile entstammen wahrscheinlich einer von moldanubisch-saxothurigischen Grundgebirgsgesteinen geprägten Region. Die Turritellenplatte entspricht petrographisch und stratigraphisch dem Randengrobkalk, der im Hegau ansteht, sowie der Tennikerfluh (Bezirk Sissach, Kanton Basel-Landschaft).